# Synactinernus flavus
Synactinernus flavus is een zeeanemonensoort uit de familie Actinernidae. De anemoon komt uit het geslacht Synactinernus. Synactinernus flavus werd in 1918 voor het eerst wetenschappelijk beschreven door Carlgren. 